# 女媧行動
『女媧行動』（じょかこうどう、英題：Nui Wo Action）は、香港のテレビ局麗的電視（後の亜洲電視）で製作・放送されたテレビドラマである。

## 概要
1981年4月27日から1981年5月8日にかけて、毎週月曜～金曜の20時30分から1時間、麗的電視第1台（後の「本港台」）で全10話が放送された。
このドラマは、タイトルに「女媧」の文字が含まれているように、汚職・不正などによって乱れてしまった社会を、正しい姿に戻すために行動を起こした市民が、巨大な権力の波に翻弄されてゆく姿を描いた社会派ドラマである。
ドラマは、放送当時（1981年）の香港としては異例の、大胆な舞台設定で製作された。
1. ドラマの舞台は5年後（1986年）の香港で、社会不安が増しつつある。
2. イギリス人が要職を占める香港政庁にあって、ただ1人のみ中国国籍の「保安司」が在職している。
3. ドラマに登場する「副保安司」はある島国から派遣された潜入スパイであり、目的達成のためには殺人もいとわない。最終的には香港総督の庇護を受ける。

巨大な権力によって、市民の言論・思想の自由が抑圧・抹殺されてゆく姿を描いた本ドラマは、現在の香港では非常にデリケートな内容であり、1994年には問題なく再放送されたものの、2009年1月の再放送時には、当初予定されていた放送が突然別の番組に差し替えられるなどのトラブルが発生している。

## 内容
1986年の香港。雑誌記者の李は、ある老人から香港政庁のある部門が推し進めようとしている政策について告発を受け、仲間とともに取材を開始する。
しかし、その老人が告発の相談をしていた議員が、街頭での抗議活動中に何者かにより射殺され、老人も議員オフィスからの帰途に殺される。議員射殺現場に居合わせたと李とフォトグラファーで友人の程、商人の梁は、検察官の江とともに事件に迫ってゆくが、李や梁が何者かに襲われ、李の勤めるオフィスも放火されて仲間の記者が殺害され、さらに程が撮影していた事件現場の写真に写っていた目撃者も次々と暗殺され、捜査は混迷を深めてゆく。
内部告発者が江と接触し、事件の黒幕が保安司で中国国籍の王であること、そして事件の背景を伝える。江は、事件の重大性に戸惑いを覚えながらも、香港警察とともに王への包囲網を狭めてゆく。しかし内部告発者に続いて梁が暗殺され、江も、オフィスで報告用書類の準備を進めていた時に、警察官を装った暗殺者に射殺されてしまう。一人残った李は、江が遺した書類を手に香港政庁に向かうが……

### 主なキャスト
- 朱江（チュウ・コン）検察官・江柱石
- 余安安（キャンディ・ユー）程素琪
- 梁小龍（ブルース・リャン）梁瑞節
- 黄植森 李啓文
- 張瑛（チョン・イン）王大衛

### その他出演者
- 莫少聡（マックス・モク）明仔
- 梅愛芳（アン・ムイ）ホステス・美蓮
- 梅艶芳（アニタ・ムイ）ホステス・小娟
- 黄一飛（ウォン・ヤッフェイ）楊超
- 周星馳（チャウ・シンチー）議員事務所の職員

### スタッフ
- 編劇：陳静儀、麥石麟、程潔茵
- 監督・製作：徐小明